# Hideyuki Umezu
Hideyuki Umezu (梅津 秀行 Umezu Hideyuki, Prefectura de Aichi, 24 de julio de 1955-17 de mayo de 2024) fue un seiyū japonés, originario de Aichi. Fue miembro de 81 Produce.

## Papeles interpretados

### Anime
- ACCA: 13-ku Kansatsu-ka (Altea, ep 10)[2]
- Arslan Senki (2015) (Karikala II)
- Arslan Senki OVA (Lajendra II)
- Bakugan Battle Brawlers (Naga)
- Blood+ (Collins)
- Bonobono (El papa de Araiguma-kun)
- Death Note (Narrador de Armonía Jastin Beyondllemason)
- Dororon Enma-kun Meeramera (Renkonman)
- Fullmetal Alchemist: Brotherhood (Barry el Descuartizador)
- Konjiki no Gash Bell! (A-su)
- Little Witch Academia (Padre de Lotte, ep 16)
- Mobile Suit Gundam 00 (Ian Vashti)
- Mobile Suit Gundam ZZ (Nelmarsen)
- Tortugas Ninja: La leyenda del Superhombre (Splinter)
- MÄR (Kannochi)
- Otaku no Video (Yoshida)
- Saru Get You -Al Aire- (Hakase)
- Naruto (Amachi)
- Naruto Shippūden (Gengetsu Hōzuki)
- Shrine of the Morning Mist (Naonori Hieda)
- Tenchi Muyō! (Yukinojyo)
- Pandora Hearts (Oscar Bezarius)

### Acción real
- Kōsoku Sentai Turboranger Zulten (voz)
- Chōjin Sentai Jetman Jihanki Jigen, Dryer Jigen (voz)
- Gekisō Sentai Carranger NN Nerenko (voz)
- Mahō Sentai Magiranger Sleipnir (voz)
- Jūken Sentai Gekiranger Sanyo (voz)
- Samurai Sentai Shinkenger Yamiororo (voz)

### Videojuegos
- Rogue Galaxy (Steve)
- Ehrgeiz (Lee Shuwen)
- Super Robot Wars (Vindel Mauser)

### Doblaje
- Animaniacs y Pinky y Cerebro (Pinky)
- Ed, Edd y Eddy (Hermano mayor de Eddy)
- El rey león (Zazú)
- Películas de Harry Potter (Arthur Weasley)
- Thomas y sus amigos (Skarloey, Temporada 9-, reemplazando a Tomohisa Aso)
- TUGS (Zak)